# Franciszek Myśliwiec
Franciszek Myśliwiec (ur. 4 października 1868 w Sprzęcicach, zm. 6 listopada 1941 w Dachau) – polski działacz narodowy na Śląsku Opolskim, prezes Dzielnicy Śląskiej Związku Polaków w Niemczech. 

## Życiorys
Pochodził z chłopskiej rodziny o polskich korzeniach. Był synem Filipa i Marianny ze Śmiałków, bratem Karola. Ukończył edukację w niemieckiej szkole ludowej w Siedlcu. Następnie pomagał w rodzinnym gospodarstwie, które odziedziczył. Odbył obowiązkową służbę wojskową w armii niemieckiej. Angażował się w działalność społeczno-gospodarczą na Górnym Śląsku: w 1908 zakładał polski Bank Ludowy „Rolnik” w Strzelcach Opolskich, organizował ruch sokoli i powiatową strukturę Polskiej Organizacji Wojskowej Górnego Śląska. W 1918 został członkiem Powiatowej Rady Ludowej w Strzelcach. Udzielał się w Związku Rolników Polskich na Śląsku, organizował kółka rolnicze w powiecie strzeleckim. W 1920 należał do założycieli spółdzielni „Rolnik” w Strzelcach, następnie został członkiem jej rady nadzorczej. Po III powstaniu śląskim i podziale Górnego Śląska padł wraz z rodziną ofiarą antypolskich represji. Ukrywał się przez dwa lata, a jego żona - Florentyna z Czajów - także zaangażowana w polskie życie narodowe, została zmuszona do opuszczenia gospodarstwa. Zamieszkała wówczas za granicą w Polsce, w Małej Dąbrówce koło Katowic. Wrócił do Sprzęcic kiedy spadło natężenie wystąpień antypolskich. W latach 1936–1939 był prezesem Górnośląskiego Zjednoczenia Rolników i zarazem ostatnim prezesem I Dzielnicy Śląskiej Związku Polaków w Niemczech zastępując Karola Koziołka.

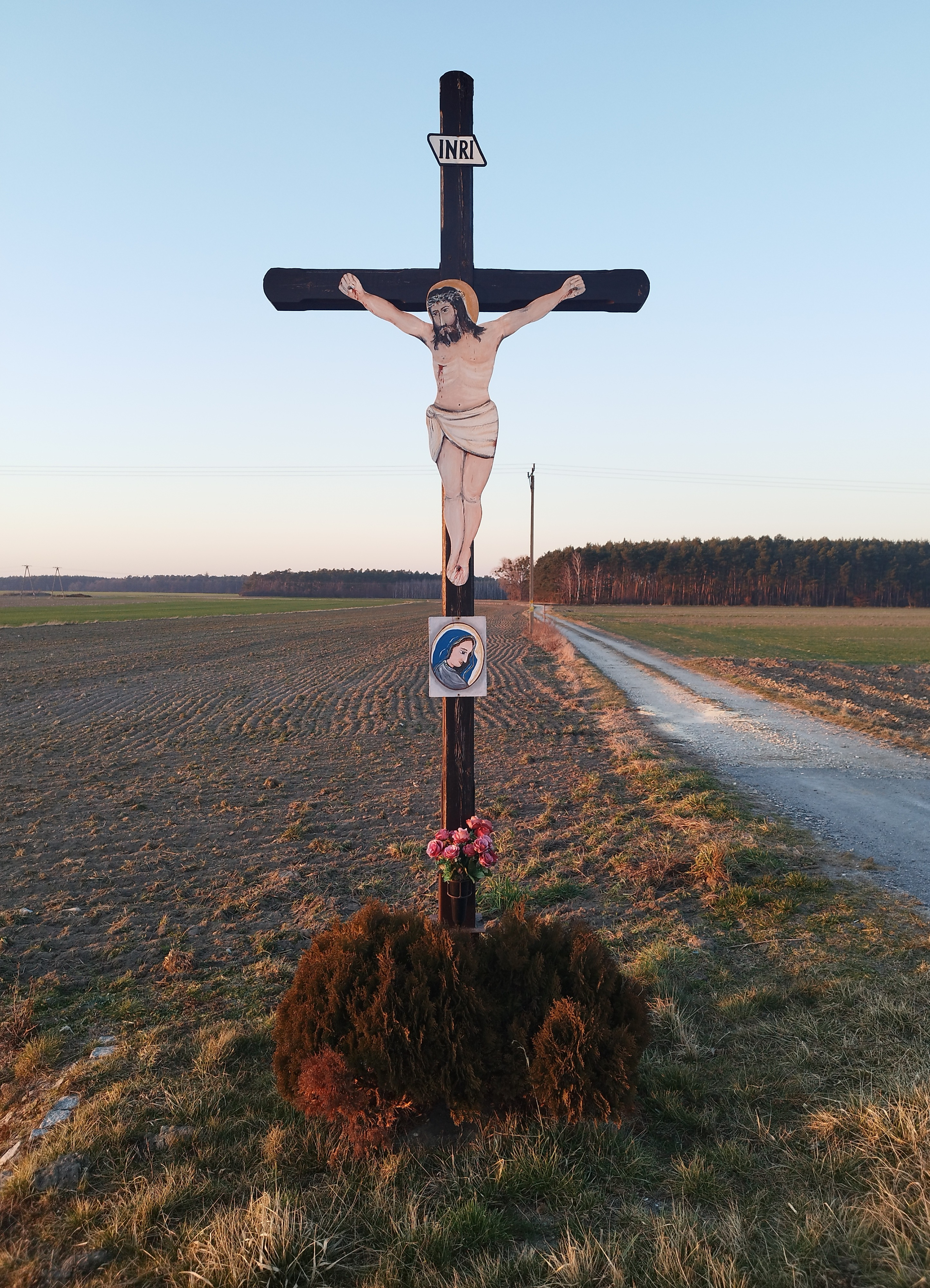
Krzyż w Sprzęcicach ufundowany w 1903 r. przez Franciszka Myśliwca.

W okresie Republiki Weimarskiej reprezentował Polaków w sejmiku powiatowym w Strzelcach oraz był delegatem do Górnośląskiej Izby Rzemieślniczej. 
Jako wyróżniający się aktywnością polski działacz narodowy był przedmiotem szykan władz niemieckich.
Poza silnym zaangażowaniem społecznym wyróżniał się wzorowym prowadzeniem gospodarstwa rolnego, za co w dowód uznania hitlerowskie władze przyznały mu odznakę przodującego rolnika. Tymczasem wobec tegoż gospodarstwa zastosowano ustawę o zagrodzie dziedzicznej co oznaczało formalne uznanie Myśliwca i członków jego rodziny za osoby pochodzenia niemieckiego. Wnoszone przez niego skargi i odwołania od tej decyzji do sądów III Rzeszy wraz z interwencjami władz centralnych Związku Polaków w Niemczech pozostały bez rezultatu. Sądy niemieckie potwierdziły wcześniejszą decyzję władz narażając w przyszłości Franciszka Myśliwca na oskarżenie o zdradę lub odebranie mu gospodarstwa, które jako dziedziczne i wzorcowe nie mogło pozostać w rękach rodziny polskiej.   
W sierpniu 1939 r. był namawiany do wystąpienia z polskich organizacji, co odrzucił, oświadczając wobec starosty strzeleckiego, iż spełnienie niemieckich żądań stanowiłoby zdradę sprawy, o którą walczył całe życie. W konsekwencji, po rozpoczęciu przez III Rzeszę inwazji na Polskę został wraz z innymi działaczami ZPwN aresztowany przez gestapo i osadzony w obozie koncentracyjnym Buchenwald. Był tam najstarszym więźniem wśród Opolan. Przy zwalnianiu go z obozu koncentracyjnego  postawił władzom niemieckim warunek, iż opuści obóz jeżeli razem z nim pójdą na wolność jego koledzy - w efekcie został zamordowany. Zmarł w obozie Dachau 6 XI 1941 r. Represje objęły również jego rodzinę - jego jedynego syna przymusowo wcielono do armii niemieckiej i w jej szeregach poległ w lipcu 1941 r. Wdowę po nim wraz z dwiema córkami Niemcy wysiedlili z gospodarstwa w Sprzęcicach. Do końca wojny przebywała ona w Szklarach w pow. grodkowskim.
Niezłomna postawa osadzonego w niemieckim obozie koncentracyjnym Franciszka Myśliwca została przyrównana przez prof.   Franciszka Antoniego Marka  do postaci męczenników Maksymiliana M. Kolbego i Janusza Korczaka. 

## Ordery i odznaczenia
- Złoty Krzyż Zasługi (pośmiertnie, 18 stycznia 1946)[6]

## Upamiętnienie
Jego nazwiskiem nazwano jedną z ulic w Opolu–Groszowicach, Zdzieszowicach oraz Staniszczach Małych, a także plac w Kamieniu Śląskim. Jest patronem Publicznej Szkoły Podstawowej w Izbicku.